# Antheuil-Portes
Antheuil-Portes est une commune française située dans le département de l'Oise en région Hauts-de-France. Ses habitants sont appelés les Antheuillais.

## Géographie

### Description
Antheuil-Portes est un village périurbain picard situé sur un plateau creusé par l'Aronde et le Matz, situé à 11 km au nord-ouest de Compiègne, à une cinquantaine à l'est de Beauvais, à 55 km au sud-est d'Amiens et à la même distance au sud-ouest de Saint-Quentin. Il est traversé par l'autoroute A1 et la LGV Nord, et est desservi par le tracé initial de l'ancienne route nationale 35.

### Communes limitrophes
| Ressons-sur-Matz   | Marquéglise     |           |
| Gournay-sur-Aronde | Antheuil-Portes | Vignemont |
|                    | Monchy-Humières | Braisnes  |

### Hydrographie
La commune est située dans le bassin Seine-Normandie. Elle n'est drainée par aucun cours d'eau,.

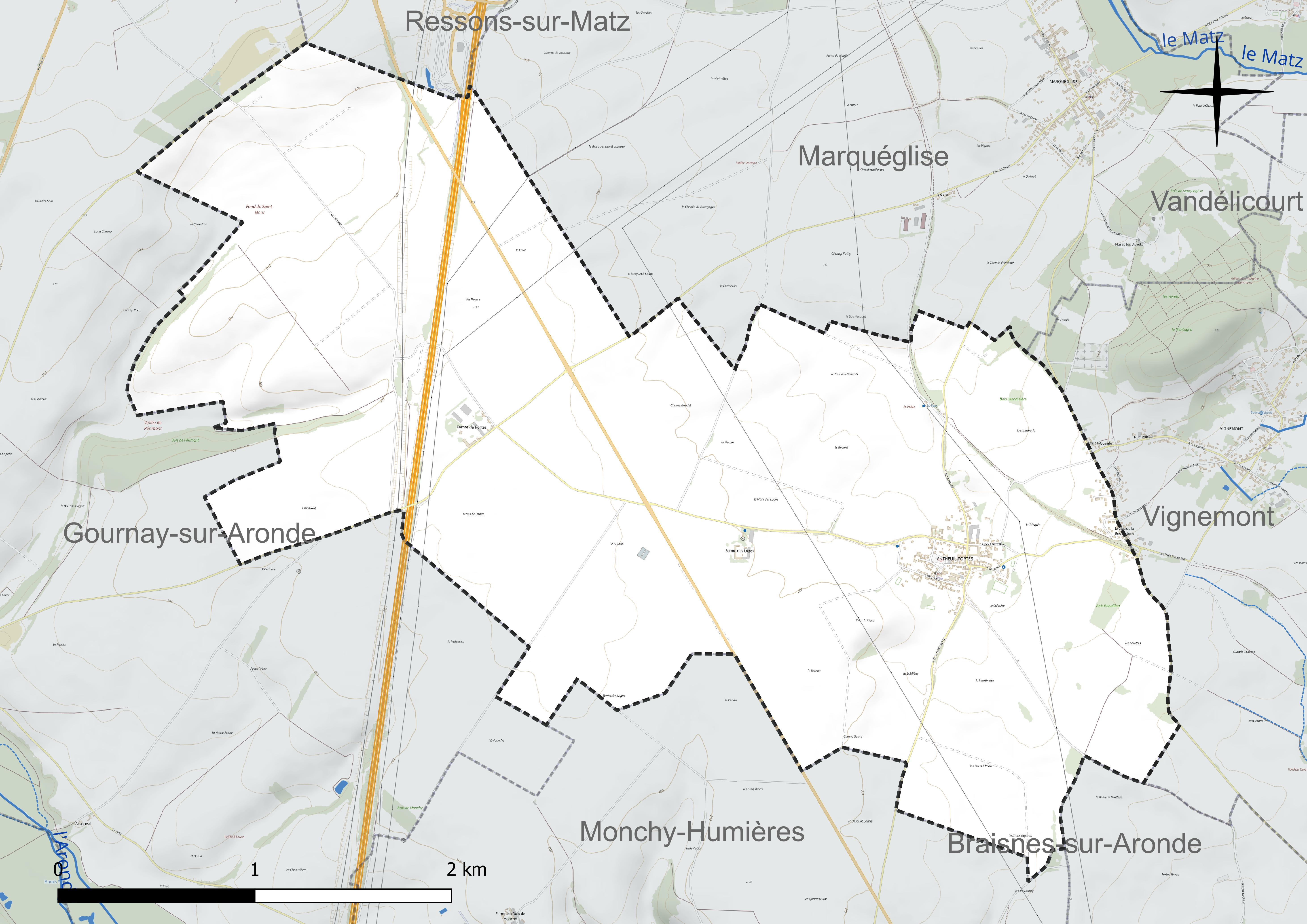
Réseau hydrographique d'Antheuil-Portes.

### Climat
Pour des articles plus généraux, voir Climat des Hauts-de-France et Climat de l'Oise.
En 2010, le climat de la commune est de type climat océanique dégradé des plaines du Centre et du Nord, selon une étude du CNRS s'appuyant sur une série de données couvrant la période 1971-2000. En 2020, Météo-France publie une typologie des climats de la France métropolitaine dans laquelle la commune est exposée à un climat océanique et est dans la région climatique Nord-est du bassin Parisien, caractérisée par un ensoleillement médiocre, une pluviométrie moyenne régulièrement répartie au cours de l'année et un hiver froid (3 °C).
Pour la période 1971-2000, la température annuelle moyenne est de 10,7 °C, avec une amplitude thermique annuelle de 14,5 °C. Le cumul annuel moyen de précipitations est de 694 mm, avec 11,1 jours de précipitations en janvier et 8,7 jours en juillet. Pour la période 1991-2020, la température moyenne annuelle observée sur la station météorologique la plus proche, située sur la commune de Margny-lès-Compiègne à 9 km à vol d'oiseau, est de 11,2 °C et le cumul annuel moyen de précipitations est de 633,5 mm,. Pour l'avenir, les paramètres climatiques de la commune estimés pour 2050 selon différents scénarios d'émission de gaz à effet de serre sont consultables sur un site dédié publié par Météo-France en novembre 2022.

## Urbanisme

### Typologie
Au 1er janvier 2024, Antheuil-Portes est catégorisée commune rurale à habitat dispersé, selon la nouvelle grille communale de densité à sept niveaux définie par l'Insee en 2022.
Elle est située hors unité urbaine. Par ailleurs la commune fait partie de l'aire d'attraction de Compiègne, dont elle est une commune de la couronne,. Cette aire, qui regroupe 101 communes, est catégorisée dans les aires de 50 000 à moins de 200 000 habitants,.

### Occupation des sols
L'occupation des sols de la commune, telle qu'elle ressort de la base de données européenne d'occupation biophysique des sols Corine Land Cover (CLC), est marquée par l'importance des territoires agricoles (91,2 % en 2018), en diminution par rapport à 1990 (96,6 %). La répartition détaillée en 2018 est la suivante : 
terres arables (90,8 %), zones industrielles ou commerciales et réseaux de communication (5,8 %), zones urbanisées (3 %), zones agricoles hétérogènes (0,3 %). L'évolution de l'occupation des sols de la commune et de ses infrastructures peut être observée sur les différentes représentations cartographiques du territoire : la carte de Cassini (XVIIIe siècle), la carte d'état-major (1820-1866) et les cartes ou photos aériennes de l'IGN pour la période actuelle (1950 à aujourd'hui).

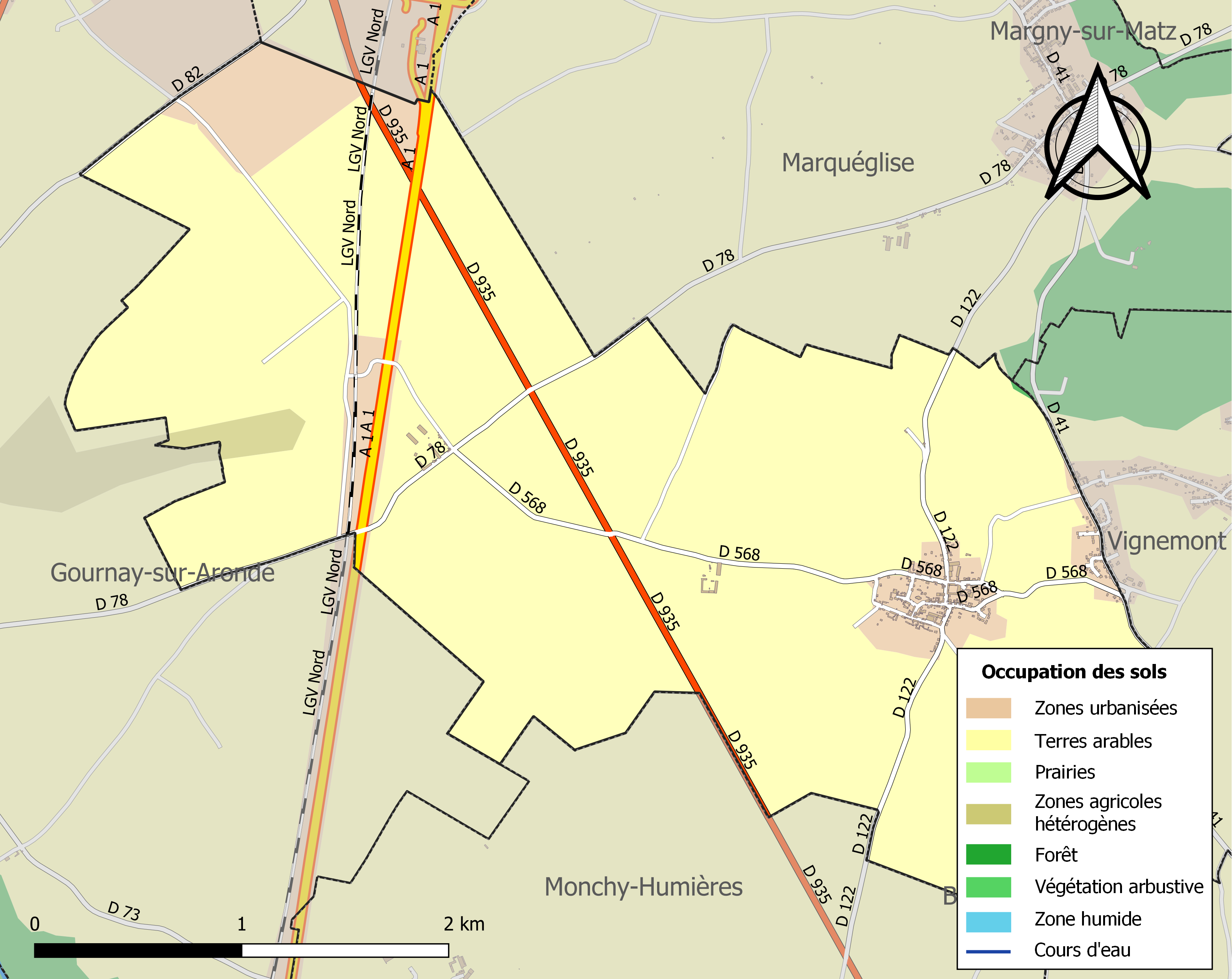
Carte des infrastructures et de l'occupation des sols de la commune en 2018 (CLC).

### Lieux-dits, hameaux et écarts
La commune comprend un hameau, la ferme de Portes.

### Habitat et logement
En 2018, le nombre total de logements dans la commune était de 182, alors qu'il était de 165 en 2013 et de 162 en 2008.
Parmi ces logements, 93,2 % étaient des résidences principales, 1,6 % des résidences secondaires et 5,2 % des logements vacants. Ces logements étaient pour 98,4 % d'entre eux des maisons individuelles et pour 1,1 % des appartements.
Le tableau ci-dessous présente la typologie des logements à Antheuil-Portes en 2018 en comparaison avec celle de l'Oise et de la France entière. Une caractéristique marquante du parc de logements est ainsi une proportion de résidences secondaires et logements occasionnels (1,6 %) inférieure à celle du département (2,5 %) mais supérieure à celle de la France entière (9,7 %). Concernant le statut d'occupation de ces logements, 85,5 % des habitants de la commune sont propriétaires de leur logement (90,4 % en 2013), contre 61,4 % pour l'Oise et 57,5 pour la France entière.
| Typologie                                               | Antheuil-Portes | Oise | France entière |
| ------------------------------------------------------- | --------------- | ---- | -------------- |
| Résidences principales (en %)                           | 93,2            | 90,4 | 82,1           |
| Résidences secondaires et logements occasionnels (en %) | 1,6             | 2,5  | 9,7            |
| Logements vacants (en %)                                | 5,2             | 7,1  | 8,2            |

### Voies de communication et transports
La commune est desservie, en 2023, par les lignes 654, 655, 681, 6303 et 6334 du réseau interurbain de l'Oise.

## Toponymie
Antheuil est attesté sous les formes Altoilum en 1114, Antoilum vers 1130, Renaldi de Antolio en 1163, de Antolio en 1172, in villa Antolii en 1190, Antolium en 1189, Antueil en 1266, Antheuil pres Coudun en vers 1280, Anthoilum et Antholium au XIIIe siècle, Anteuil en 1470, Antheuille vers 1540, Antheuil en 1610, Auteuil en 1667, Anheuil au XIXe siècle, Antheuil-Portes en 1947 (IGN).

De la racine pré-latine ant qui fait référence à l'eau et de l'appellatif gaulois ialon « terre défrichée », puis « village » (cf. gallois tir ial « terre défrichée ») qui a donné les finales -ueil et -euil au nord de la France.
Portes est un ancien hameau de la commune, attesté sous les formes Petrus de Porta en 1156, in territorio de Portis vers 1159, strata publica que est ante grangiam de Portes en 1170, de Porta en 1245, ante grangiam Portarum en 1260, Johannes dictus de Portes en 1261, molin de Portes en 1341, au terrouoir de portes en 1373, Porte en 1838, la Ferme de Portes au XIXe siècle, Portes en 1928.

Portes au sens de passage

## Histoire

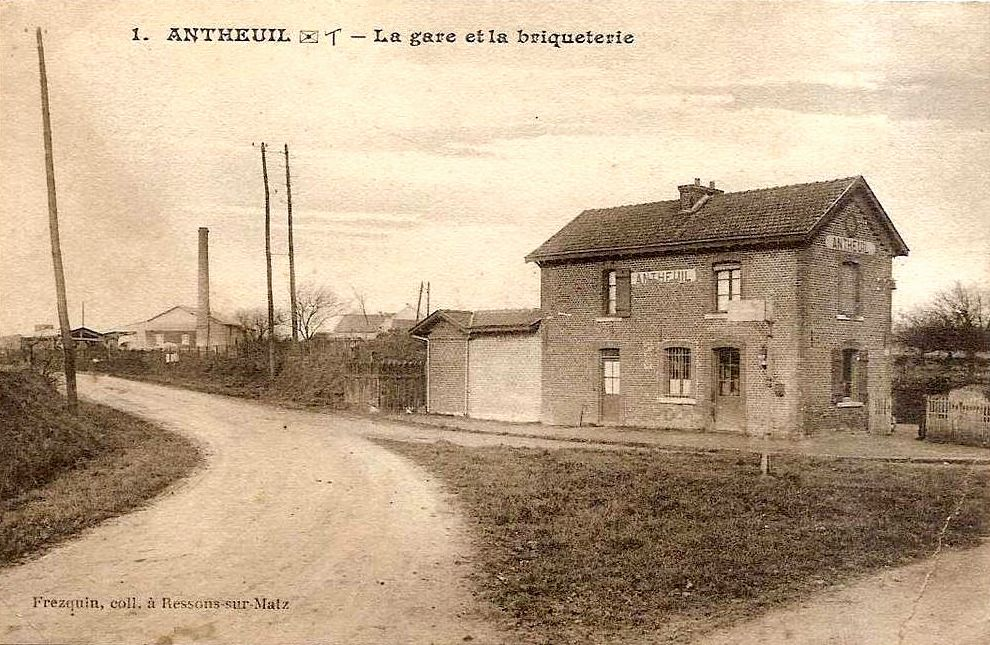
La gare, au début du XXe siècle.

Sous l'Ancien Régime, la terre d'Antheuil dépendait de la seigneurie de Gournay-sur-Aronde.  Le curé était nommé par l'abbé de Saint-Quentin à Beauvais, et la paroisse dépendait du Doyenné (christianisme) de Coudun.
La commune a été desservie de 1881 à 1939 par la gare d'Antheuil sur la ligne de Compiègne à Roye-Faubourg-Saint-Gilles.
A l'issue de la Première Guerre mondiale, la commune a été décorée de la Croix de guerre 1914-1918 le 21 février 1921.

## Politique et administration

### Rattachements administratifs et électoraux

#### Rattachements administratifs
La commune se trouve dans l'arrondissement de Compiègne du département de l'Oise.
Elle faisait partie depuis 1801 du canton de Ressons-sur-Matz. Dans le cadre du redécoupage cantonal de 2014 en France, cette circonscription administrative territoriale a disparu, et le canton n'est plus qu'une circonscription électorale.

#### Rattachements électoraux
Pour les élections départementales, la commune fait partie depuis 2014 du canton d'Estrées-Saint-Denis
Pour l'élection des députés, elle fait partie de la sixième circonscription de l'Oise.

### Intercommunalité
Antheuil-Portes est membre de la communauté de communes du Pays des Sources, un établissement public de coopération intercommunale (EPCI) à fiscalité propre créé en 1997 et auquel la commune a transféré un certain nombre de ses compétences, dans les conditions déterminées par le code général des collectivités territoriales.

### Liste des maires
| Période                                  | Période                         | Identité       | Étiquette | Qualité                                              |
| ---------------------------------------- | ------------------------------- | -------------- | --------- | ---------------------------------------------------- |
| Les données manquantes sont à compléter. |                                 |                |           |                                                      |
| mars 2001                                | 2014                            | Jean Boulanger |           |                                                      |
| 2014                                     | 2016                            | Fabrice Duval  |           | Commercial à la retraite Démissionnaire              |
| 24 juin 2016                             | juillet 2020                    | Laurent Seneca |           | Responsable comptabilité d'un syndicat d'employeurs. |
| juillet 2020                             | En cours (au 26 septembre 2021) | Antoine Bibaut |           | Chef cuisinier au collège de Maignelay-Montigny      |

## Population et société

### Démographie

#### Évolution démographique
L'évolution du nombre d'habitants est connue à travers les recensements de la population effectués dans la commune depuis 1793. Pour les communes de moins de 10 000 habitants, une enquête de recensement portant sur toute la population est réalisée tous les cinq ans, les populations de référence des années intermédiaires étant quant à elles estimées par interpolation ou extrapolation. Pour la commune, le premier recensement exhaustif entrant dans le cadre du nouveau dispositif a été réalisé en 2005.

En 2022, la commune comptait 410 habitants, en évolution de −0,49 % par rapport à 2016 (Oise : +0,87 %, France hors Mayotte : +2,11 %).
| 1793 | 1800 | 1806 | 1821 | 1831 | 1836 | 1841 | 1846 | 1851 |
| ---- | ---- | ---- | ---- | ---- | ---- | ---- | ---- | ---- |
| 272  | 293  | 308  | 280  | 295  | 297  | 295  | 295  | 295  |

| 1856 | 1861 | 1866 | 1872 | 1876 | 1881 | 1886 | 1891 | 1896 |
| ---- | ---- | ---- | ---- | ---- | ---- | ---- | ---- | ---- |
| 307  | 281  | 298  | 281  | 287  | 285  | 280  | 282  | 280  |

| 1901 | 1906 | 1911 | 1921 | 1926 | 1931 | 1936 | 1946 | 1954 |
| ---- | ---- | ---- | ---- | ---- | ---- | ---- | ---- | ---- |
| 298  | 291  | 341  | 252  | 333  | 332  | 282  | 309  | 360  |

| 1962 | 1968 | 1975 | 1982 | 1990 | 1999 | 2005 | 2006 | 2010 |
| ---- | ---- | ---- | ---- | ---- | ---- | ---- | ---- | ---- |
| 346  | 270  | 246  | 290  | 386  | 416  | 414  | 428  | 420  |

| 2015 | 2020 | 2022 | - | - | - | - | - | - |
| ---- | ---- | ---- | - | - | - | - | - | - |
| 412  | 417  | 410  | - | - | - | - | - | - |

#### Pyramide des âges
La population de la commune est relativement jeune.
En 2018, le taux de personnes d'un âge inférieur à 30 ans s'élève à 34,0 %, soit en dessous de la moyenne départementale (37,3 %). À l'inverse, le taux de personnes d'âge supérieur à 60 ans est de 22,1 % la même année, alors qu'il est de 22,8 % au niveau départemental.
En 2018, la commune comptait 226 hommes pour 186 femmes, soit un taux de 54,85 % d'hommes, largement supérieur au taux départemental (48,89 %).
Les pyramides des âges de la commune et du département s'établissent comme suit.
| Hommes | Classe d’âge | Femmes |
| ------ | ------------ | ------ |
| 0,0    | 90 ou +      | 1,1    |
| 8,7    | 75-89 ans    | 6,4    |
| 12,2   | 60-74 ans    | 16,0   |
| 24,9   | 45-59 ans    | 27,1   |
| 17,5   | 30-44 ans    | 18,6   |
| 17,0   | 15-29 ans    | 13,3   |
| 19,7   | 0-14 ans     | 17,6   |

| Hommes | Classe d’âge | Femmes |
| ------ | ------------ | ------ |
| 0,5    | 90 ou +      | 1,4    |
| 5,5    | 75-89 ans    | 7,6    |
| 15,6   | 60-74 ans    | 16,3   |
| 20,8   | 45-59 ans    | 20     |
| 19,4   | 30-44 ans    | 19,4   |
| 17,6   | 15-29 ans    | 16,2   |
| 20,6   | 0-14 ans     | 19,1   |

## Culture locale et patrimoine

### Lieux et monuments
- L'église Saint-Martin, reconstruite en 1924 en briques en style néo-roman sur les plans de l'architecte Balley  et constituée d'un clocher-porche élancé, d'une nef de trois travées, d'un transept saillant et d'un chœur formé d'une travée droite et d'une abside en hémicycle.
Elle remplace l'église antérieure, totalement détruite en juin 1918, à la fin de la Première Guerre mondiale[27], et qui était  bâtie en pierres d'appareil et en moellons. Son chœur était polygonal, flanqué de contreforts ornés de niches et de dais, semblant dater de la Renaissance. Le reste de l'édifice était moderne et comprenait  des  vitraux du XVIe siècle et des pierres tombales[16].
- Monument aux morts, inauguré le 17 mai 1925

### Personnalités liées à la commune
- Benaud d'Antheuil, chevalier, donne en 1159, à l'abbaye Notre-Dame d'Ourscamp, des terres situées à Herbiti, lieu touchant à la ferme de Portes. Renaud tenait en fief la terre d'Esparmont dont la dîme fut donnée en 1163, aux moines d'Ourscamp par le prieur de Choisy[16]
- Philippe d'Antheuil, chevalier, fils de Renaud, fait aussi des libéralités aux mêmes religieux, et il approuve celles accordées par son père[16].
- Gauthier d'Antheuil, chevalier, était homme-lige de Raoul Flament de Canny[16].

## Héraldique
| Blason de Antheuil-Portes | Blason  | Parti: au 1er d'azur semé de fleurs de lis d'or, au 2e d'or à saint Marin contourné partageant son manteau avec un mendiant, le tout d'argent; le tout sommé d'un chef d'argent chargé de trois croisettes pattées d'azur. |
| Blason de Antheuil-Portes | Détails | * Il y a là non-respect de la règle de contrariété des couleurs : ces armes sont fautives (argent sur or). Le statut officiel du blason reste à déterminer.                                                                |